# 菅叶和
菅 叶和（かん かんな、2001年11月19日 - ）は、日本の女性声優。東京都出身。東京俳優生活協同組合所属。

## 経歴
2022年11月1日、東京俳優生活協同組合に所属。
2023年2月10日、「ラブライブ！シリーズ」の新規プロジェクト『蓮ノ空女学院スクールアイドルクラブ』のメンバー＆キャストお披露目配信にて、大沢瑠璃乃役に抜擢されたことが発表され声優デビューを果たした。
2023年7月25日、初の冠番組『菅叶和のカンがえるな、カンじろ！〜Don't Think. Feel〜』を開始した。
2024年6月30日、初の個人イベント「不思議の国の菅叶和」を開催した。
2024年8月12日、初のデジタル写真集「かんなとばかんす～BBQ 編～」「かんなとばかんす～サウナ編～」を同時発売した。
2024年9月、自身のXのアカウントで起きた騒動の影響による体調不良に伴い、俳協より暫くの間活動を休止することが発表された。
2024年10月29日、所属事務所の俳協は、同月28日より体調を考慮しながら、少しずつ仕事を再開したことを発表した。
2024年12月24日、「グラジャパ！アワード2024」にて「グラジャパ！オリジナル作品賞」を受賞した。
2025年、ソロ楽曲として6月25日に「エウレカ」を配信リリース。

## 人物
代々茶道をしている家の影響を受け、幼い頃から嗜んでいる茶道を特技として挙げている。
歌うことやそれを録音することが好きで、友人から音源を提供してもらい歌ってみたを録音していたり、ギターでの弾き語りを自身の番組でも披露している。
学生時代にはバスケ部に所属しており、ポジションは身長が高かったためセンター。
長所は「周りに恵まれていること」。共に活動しているメンバーやスタッフ、家族や友人など、誰かがいつでも私の手を引っ張ってくれたり、導いてくれるからとのこと。
座右の銘は「笑ったら何とかなる」。オーディション中、緊張はしていたものの笑顔を心がけた結果「ニコニコしていてパンチの効いた子」という印象を残した。

## 出演
太字はメインキャラクター。

### ゲーム
2023年
- Link!Like!ラブライブ!（2023年 - 2025年、大沢瑠璃乃）
- ブラウンダスト（ラフィーナの助力者チチ）

2024年
- セガNET麻雀 MJ（ショウスーシー）

### インターネット配信
- セカンドショットインフォメーション（2023年 - 、ニコニコ生放送・YouTube）
- 菅叶和のカンがえるな、カンじろ！〜Don't Think. Feel〜（2023年 - 、ニコニコチャンネル＋）[17]
- 菅叶和・梅澤めぐのカンバセーション・メロウ・グレイス!（2024年 - 、ニコニコ動画・ニコニコ生放送）

### その他コンテンツ
- 六角形の色鉛筆が描くのは七色の未来（2024年、こもりふみ） - ときのそら『STAR STAR☆T』初回限定盤A付属ボイスドラマ[22]

## ディスコグラフィ

### 配信シングル
| 発売日        | タイトル   | 備考 |
| ------------- | ---------- | ---- |
| 2025年6月25日 | エウレカ   |      |
| 2025年7月2日  | 涙のにおい |      |

## イベント

### 単独イベント
| 出演日        | タイトル | 会場                                                       |
| ------------- | --- | ---------------------------------------------------------- |
| 2024年6月30日 | 不思議の国の菅叶和 | 北海道青少年会館Compass（北海道）                          |
| 2024年9月8日  | 菅叶和のカンがえるな、カンじろ！～Don't Think. Feel～ 志望遊戯～賭けるものは“笑”しかない！瞳の中に生涯最大の菅を見た！～ | ところざわサクラタウン ジャパンパビリオンホールA（埼玉県） |

### 合同イベント
| 出演日         | タイトル                                                                             | 会場                                          |
| -------------- | ------------------------------------------------------------------------------------ | --------------------------------------------- |
| 2024年1月28日  | SECONDSHOT FES -Girls Members- 2024-01                                               | LINE CUBE SHIBUYA（東京都）                   |
| 2024年2月4日   | 『河野ひよりの#サシバナ』Produced by ボイスガレッジ 第１部                           | 秋葉原トークライブ BAR from scratch（東京都） |
| 2024年11月30日 | 菅叶和・梅澤めぐのカンバセーション・メロウ・グレイス!〜1st Fight〜                   | 星陵会館(東京都)                              |
| 2025年2月11日  | 『かんめぐ（菅叶和・梅澤めぐ）の#サシバナ』Produced by ボイスガレッジ 第２部・第３部 | 高田馬場BSホール                              |
| 2025年8月10日  | HAIKYO FESTIVAL DAY2                                                                 | 成田国際文化会館 大ホール                     |

## 書籍

### デジタル写真集
- かんなとばかんす～サウナ編～（2024年8月12日、集英社）
- かんなとばかんす～BBQ編～（2024年8月12日、集英社）